# Rafał Chiński
Rafał Chiński (ur. 5 grudnia 1975 w Świętochłowicach) – polski żużlowiec.
Jest wychowankiem Śląska Świętochłowice. Licencję żużlową zdobył w 1992 roku. W rozgrywkach z cyklu Drużynowych Mistrzostw Polski startował do 2007 r., reprezentując kluby Śląska Świętochłowice (1993–1995 oraz 1999-2002), Włókniarza Częstochowa (1996 i 1998), Wandy Kraków (1997), Kolejarza Rawicz (2003–2006) oraz Orła Łódź (2007). 
Jest złotym medalistą Drużynowych Mistrzostw Polski, z 1996 roku. Złoto wywalczył również w Młodzieżowych Drużynowych Mistrzostwach Polski w tym samym roku zdobywając w finale 5 punktów.